# Lista de viagens presidenciais de José Sarney

Sarney e Ronald Reagan na Casa Branca em 1986.

Esta é a lista de viagens presidenciais internacionais de José Sarney, o 31º Presidente do Brasil, empossado em 15 de março de 1985 até o final de seu mandato, em 15 de março de 1990. Nesta lista constam viagens de caráter diplomático realizadas por Sarney durante a sua presidência.
O então mandatário fez 34 viagens internacionais para 23 países diferentes com um ritmo frequente de visitas ao exterior, sendo o primeiro presidente brasileiro na história a visitar todos os países da América do Sul.

## Resumo
Abaixo, estão a quantidade de viagens para cada país feitas pelo presidente José Sarney.
- uma visita:

Angola, Cabo Verde, Chile, Costa Rica, China, Colômbia, Equador, França, Guiana, Itália, Japão, Portugal, Suriname, União Soviética e Vaticano
- duas visitas:

Bolívia, Paraguai e Peru
- três visitas:

México e Venezuela
- quatro visitas:

Estados Unidos
- cinco visitas:

Argentina e Uruguai

## 1985
|   | País           | Cidade/Região    | Período                     | Notas |
| - | -------------- | ---------------- | --------------------------- | --- |
| 1 | Uruguai        | Montevideo       | 12 a 14 de agosto de 1985   | Primeira viagem oficial como Presidente do Brasil. Encontro com o presidente Julio María Sanguinetti.                                  |
| 2 | Venezuela      | Caracas          | 21 a 26 de setembro de 1985 | Visita oficial. |
| 2 | México         | Cidade do México | 21 a 26 de setembro de 1985 | Visita oficial. |
| 2 | Estados Unidos | Nova Iorque      | 21 a 26 de setembro de 1985 | Participou da tradicional abertura Assembleia Geral das Nações Unidas.                                                                 |
| 3 | Argentina      | Puerto Iguazú    | 29 de novembro de 1985      | Participou da cerimônia de inauguração da Ponte Tancredo Neves na fronteira com o país vizinho juntamente ao presidente Raúl Alfonsín. |

## 1986
|   | País           | Cidade/Região      | Período                     | Notas |
| - | -------------- | ------------------ | --------------------------- | --- |
| 4 | Portugal       | Lisboa             | 04 a 10 de maio de 1986     | Visita de Estado. Encontro com o presidente, Mário Soares, e com o primeiro-ministro Cavaco Silva.                                  |
| 4 | Cabo Verde     | Praia              | 04 a 10 de maio de 1986     | Visita de Estado. Encontro com o presidente Aristides Pereira para a assinatura de um acordo comercial entre o Brasil e Cabo Verde. |
| 5 | Itália         | Roma               | 07 a 11 de julho de 1986    | Visita oficial. |
| 5 | Vaticano       | Cidade do Vaticano | 07 a 11 de julho de 1986    | Visita oficial. Encontro com o papa João Paulo II.                                                                                  |
| 6 | Argentina      | Buenos Aires       | 28 a 30 de julho de 1986    | Visita de Estado. Encontro com o presidente Raúl Alfonsín.                                                                          |
| 7 | Estados Unidos | Washington D.C.    | 09 a 14 de setembro de 1986 | Visita oficial. Encontro com o presidente Ronald Reagan. Fez um discurso no Congresso dos Estados Unidos.                           |

## 1987
|    | País      | Cidade/Região    | Período                     | Notas                                                              |
| -- | --------- | ---------------- | --------------------------- | ------------------------------------------------------------------ |
| 8  | Uruguai   | Montevideo       | 27 de maio de 1987          | Visita oficial. Encontro com o presidente Julio María Sanguinetti. |
| 9  | Peru      | Lima             | 03 de julho de 1987         | Visita de Estado. Encontro com o presidente Alan García.           |
| 10 | Argentina | Buenos Aires     | 15 a 17 de julho de 1987    | Visita oficial. Encontro com o presidente Raúl Alfonsín.           |
| 11 | México    | Cidade do México | 16 a 20 de agosto de 1987   | Visita oficial.                                                    |
| 12 | Venezuela | Caracas          | 15 a 17 de setembro de 1987 | Visita oficial.                                                    |
| 13 | México    | Cidade do México | 26 a 30 de novembro de 1987 | Vista oficial. Encontro com o presidente Miguel de la Madrid.      |

## 1988
|    | País            | Cidade/Região  | Período                            | Notas                                                              |
| -- | --------------- | -------------- | ---------------------------------- | ------------------------------------------------------------------ |
| 14 | Uruguai         | Montevideo     | 05 a 09 de fevereiro de 1988       | Visita oficial. Encontro com o presidente Julio María Sanguinetti. |
| 14 | Colômbia        | Bogotá         | 05 a 09 de fevereiro de 1988       | Visita oficial. Encontro com o presidente Virgilio Barco Vargas.   |
| 15 | Estados Unidos  | Nova Iorque    | 05 a 09 de junho de 1988           | Visita de trabalho.                                                |
| 16 | China           | Pequim         | 30 de junho a 10 de julho de 1988  | Visita de Estado. Encontro com o presidente Li Xiannian.           |
| 17 | Bolívia         | La Paz         | 31 de julho a 03 de agosto de 1988 | Visita de Estado. Encontro com o presidente Víctor Paz Estenssoro. |
| 18 | União Soviética | Moscou         | 16 a 23 de setembro de 1988        | Visita oficial. Encontro com o presidente Mikhail Gorbatchov.      |
| 19 | Uruguai         | Punta del Este | 26 a 29 de setembro de 1988        | Visita de trabalho.                                                |
| 20 | Argentina       | Buenos Aires   | 28 a 30 de novembro de 1988        | Visita de Estado. Encontro com o presidente Raúl Alfonsín.         |

## 1989–1990
|    | País           | Cidade/Região | Período                               | Notas |
| -- | -------------- | ------------- | ------------------------------------- | --- |
| 21 | Angola         | Luanda        | 26 a 28 de janeiro de 1989            | Visita de Estado. Encontro com o presidente José Eduardo dos Santos.                                                                  |
| 22 | Venezuela      | Caracas       | 01 a 03 de fevereiro de 1989          | Participou da cerimônia de posse do novo presidente, Carlos Andrés Pérez.                                                             |
| 23 | Japão          | Tóquio        | 20 a 27 de fevereiro de 1989          | Visita de Estado. Encontro com o imperador Hirohito e com o primeiro-ministro Toshiki Kaifu.                                          |
| 24 | Suriname       | Paramaribo    | 02 a 04 de março de 1989              | Primeira viagem oficial de um presidente brasileiro ao país. Encontro com o presidente Ramsewak Shankar.                              |
| 24 | Guiana         | Georgetown    | 02 a 04 de março de 1989              | Primeira viagem oficial de um presidente brasileiro ao país. Encontro com o presidente Desmond Hoyte.                                 |
| 25 | Paraguai       | Assunção      | 15 de maio de 1989                    | Visita de Estado. Encontro com o presidente Andrés Rodríguez.                                                                         |
| 26 | Argentina      | Buenos Aires  | 07 a 09 de julho de 1989              | Participou da cerimônia de posse do novo presidente, Carlos Menem.                                                                    |
| 27 | França         | Paris         | 11 a 15 de julho de 1989              | Participou da cerimônia do bicentenário da Revolução Francesa.                                                                        |
| 28 | Bolívia        | La Paz        | 06 e 07 de agosto de 1989             | Participou da cerimônia de posse do novo presidente, Jaime Paz Zamora.                                                                |
| 29 | Estados Unidos | Nova Iorque   | 22 a 28 de setembro de 1989           | Discursou na abertura da Assembleia Geral das Nações Unidas.                                                                          |
| 30 | Peru           | Lima          | 10 a 13 de outubro de 1989            | Visita de trabalho. Encontro com o presidente Alan García.                                                                            |
| 31 | Equador        | Quito         | 25 e 26 de outubro de 1989            | Visita de Estado. A primeira viagem oficial de um presidente brasileiro ao Equador. Encontro com o presidente Rodrigo Borja Cevallos. |
| 31 | Costa Rica     | San José      | 26 a 29 de outubro de 1989            | Visita de Estado. Encontro com o presidente Oscar Arias.                                                                              |
| 32 | Paraguai       | Assunção      | 10 a 12 de novembro de 1989           | Visita de Estado. Encontro com o presidente Alfredo Stroessner.                                                                       |
| 33 | Chile          | Santiago      | 10 e 11 de março de 1990              | Participou da cerimônia de posse do novo presidente chileno, Patricio Aylwin, que marcou o fim do governo Pinochet.                   |
| 34 | Uruguai        | Montevideo    | 28 de fevereiro a 01 de março de 1990 | Participou da cerimônia de posse do novo presidente, Luis Alberto Lacalle.                                                            |